# نیکول فسل
نیکول فسل (انگلیسی: Nicole Fessel; ۱۹ مهٔ ۱۹۸۳ – ) اسکی‌باز صحرانوردی اهل آلمان بود